# Rynna Komarnickich

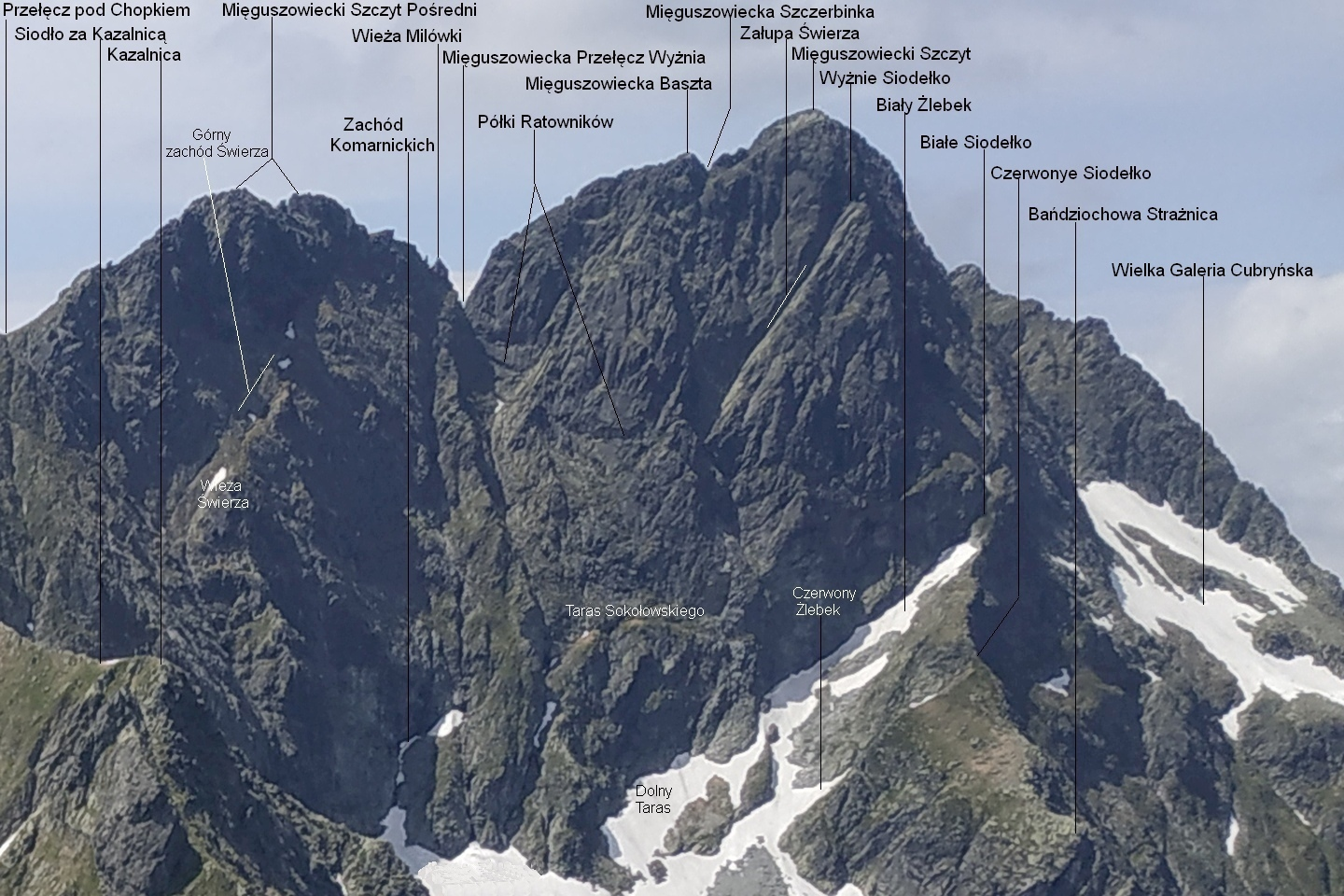

Rynna Komarnickich – prawa (patrząc od dołu) depresja na północno-wschodniej ścianie Mięguszowieckiego Szczytu Pośredniego w Tatrach Polskich. Opada do Bańdziocha i jest równoległa do żlebu z Mięguszowieckiej Przełęczy Wyżniej. Oddziela je prawy filar opadający z Igły Milówki. Rynna ma wylot w odległości kilkunastu metrów na lewo od wylotu tego żlebu. Najniższa część rynny to pionowy i stale mokry komin. Powyżej znajduje się w rynnie próg, a w kociołku nad nim ma wylot Zachód Komarnickich. Powyżej kociołka rynna na długości około 80 m jest wąska i głęboko wcięta w skały, jej boczne ścianki są pionowe. Na wysokości Zachodu Ratowników rynna rozszerza się, powyżej znów staje się głęboko wcięta i wąska. W najwyższej części przekształca się w kominek mający wylot w Szczerbinie nad Igłami.
Nazwę formacji nadał Władysław Cywiński. Upamiętnił nią Romana Komarnickiego i Gyula Komarnickiego, którzy pierwsi przeszli tą rynną, a także byli autorami innych pierwszych przejść w Tatrach. Rynną Komarnickich prowadzą drogi wspinaczkowe (lub ich odcinki). Wejście w ścianę w najwyższej części Bańdziocha:
1. Droga Machnik-Kazio; IV–V w skali tatrzańskiej, czas przejścia 3 godz. 30 min.;
2. Droga Machnik-Kiedrowski; IV–V, 3 miejsca V+, 3 godz. 30 min.;
3. Depresją Mączki; III, 30 min. Pomiędzy Zachodem Ratowników a Górnym Zachodem Świerza droga prowadzi Depresją Mączki;
4. Droga Komarnickich; Zachodem Komarnickich, Rynną Komarnickich i Górnym Zachodem Komarnickich). Dołem strome trawy, górą lite skały; II, 2 godz.[2].

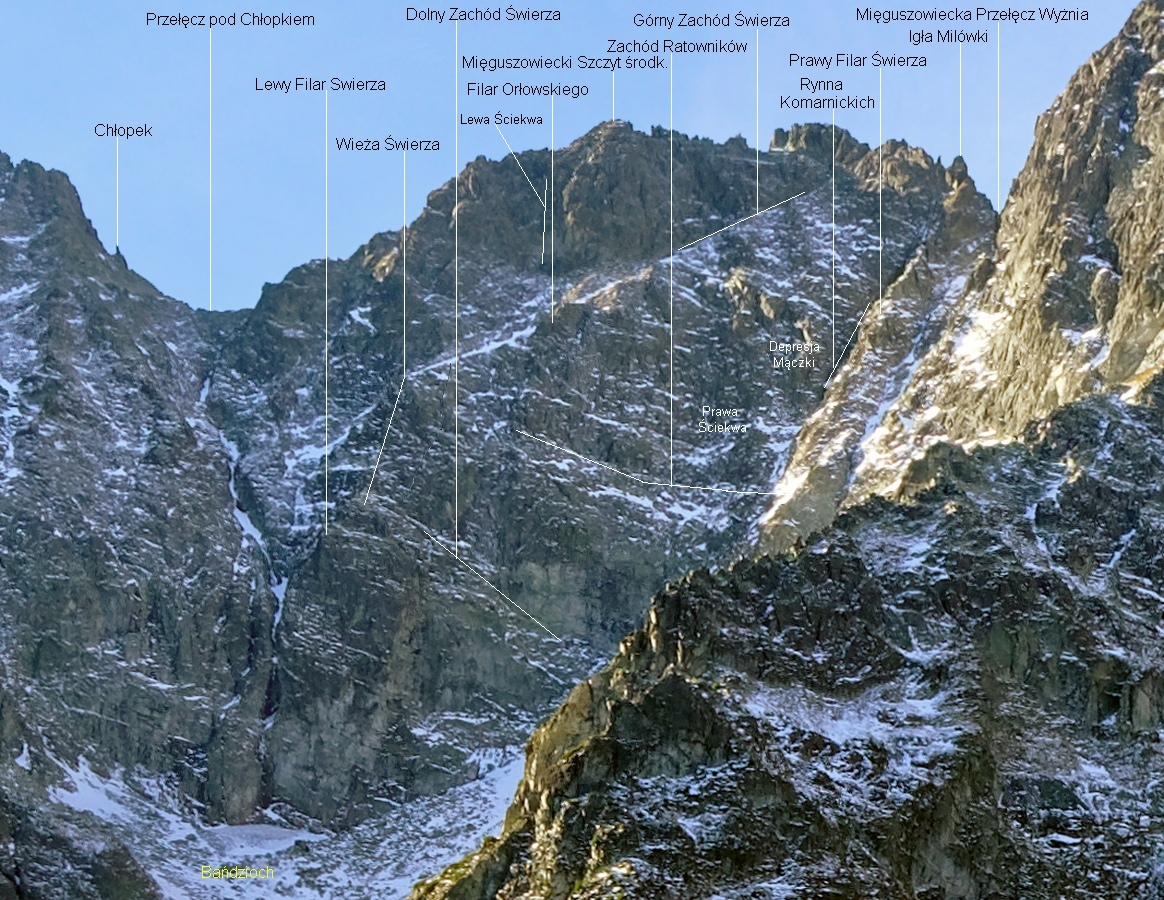